# Exoplanetología

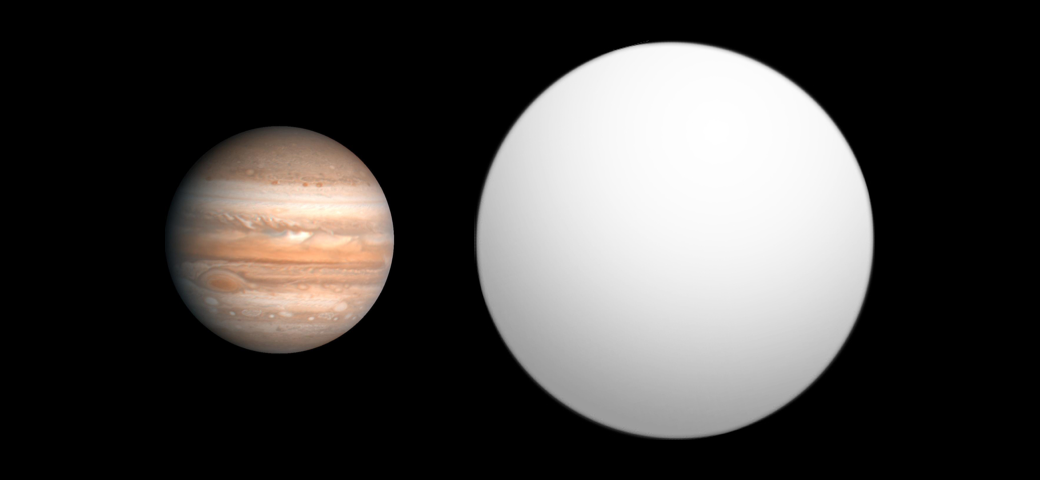
Comparación de tamaño del exoplaneta WASP-17b (derecha) con Júpiter (izquierda).

La exoplanetología, o ciencia exoplanetaria, es una ciencia integrada relacionada con el estudio de exoplanetas (planetas extrasolares). Emplea un enfoque interdisciplinario que incluye astrobiología, astrofísica, astronomía, la ciencia planetaria (Planetología), geoquímica, Astroquímica y astrogeología. La exoplanetología se ocupa del estudio de los planetas extrasolares en términos de su física, la biología teórica y la geoquímica. El descubrimiento de exoplanetas en tránsito delante de su estrella padre ha dado lugar al nacimiento de este nuevo campo emergente en la ciencia. Hasta diciembre de 2013 se han utilizado una variedad de técnicas para descubrir 1047 planetas fuera del sistema solar. Al ser un nuevo campo, la exoplanetología se centra actualmente en la detección de exoplanetas a través de las técnicas de «búsqueda de planetas» (ver Métodos de detección de exoplanetas). Sin embargo, como se descubren más y más planetas, el campo de la exoplanetología sigue creciendo a un estudio más profundo de mundos extrasolares, y abordará en última instancia, la posibilidad de vida en planetas más allá del sistema solar.